# Noël Simard
Noël Simard, né le 25 novembre 1947 à Saint-Aimé-des-Lacs au Québec, est un prélat canadien de l'Église catholique. De 2011 à 2024, il est l'évêque du diocèse de Valleyfield au Québec. De 2017 à 2019, il est le président de l'Assemblée des évêques catholiques du Québec.

## Biographie
Noël Simard est né le 25 novembre 1947 à Saint-Aimé-des-Lacs au Québec. En 1971, il a été diplômé d'une maitrise en théologie de l'Université Laval.
Le 28 mai 1972, il a été ordonné prêtre. Il servit pendant neuf ans au sein de l'archidiocèse de Québec au niveau des paroisses et de la pastorale scolaire. En 1984, il reçut un doctorat de l'Université pontificale grégorienne de Rome en théologie morale.
Le 16 juillet 2008, il fut nommé évêque auxiliaire du diocèse de Sault-Sainte-Marie en Ontario. Le 3 octobre suivant, il a été consacré évêque par Mgr Jean-Louis Plouffe. Le 30 décembre 2011, il a été nommé évêque du diocèse de Valleyfield au Québec par le pape Benoît XVI,.
Le 13 juin 2017, il a été nommé membre ordinaire de l'Académie pontificale pour la vie. Le 21 septembre de la même année, il a été nommé président de l'Assemblée des évêques catholiques du Québec.
Le 12 septembre 2024, le pape François accepte sa démission pour raison d'âge.

## Armoiries
| Caritas Gaudium Pax (« Amour, Joie, Paix ») |
| ------------------------------------------- |

| L'écu de Mgr Noël Simard se blasonne ainsi : D’azur, au chevron renversé d’or, chargé de trois fleurs de lys d’azur, accompagné en chef d’une colombe descendante d’argent nimbée d’or et en pointe de deux burèles ondées d’argent |

## Annexe